# Epamera sidus
Epamera sidus är en fjärilsart som beskrevs av Henry Trimen 1864. Epamera sidus ingår i släktet Epamera och familjen juvelvingar. Inga underarter finns listade i Catalogue of Life.